# Солдат и слон
«Солдат и слон» — художественный фильм, поставленный режиссёром Дмитрием Кесаянцем на киностудии Арменфильм в  1977 году. Фильм основан на реальных событиях.
Премьера состоялась 11 марта 1978 года в Ереване и в сентябре того же года в Москве.

## Сюжет
Германия, весна 1945 года. Немцы отчаянно обороняются. И вот посреди боя возникает слон. Животное поручено вывести из-под обстрела Арменаку Гаспаряну. В штабе выясняется, что слон советский. Эшелон с животными для зоопарка шёл в Армению, когда его разбомбили немцы. Уцелевшего слона немецкий генерал привёз в подарок своему сыну на Рождество. Советский генерал принимает решение вернуть слона обратно, в Ереванский зоопарк. Арменак назначается в сопровождение. Слон поедет домой. Солдат же возмущён до глубины души: он прошёл всю войну и перед самым Берлином ему приказывают ехать в тыл со слоном! И вот главные герои, солдат и слон, идут навстречу советским войскам, как против течения. Вместе они проходят разорённый войной Советский Союз. При этом слона надо кормить, в то время как люди сами голодают. При этом слон — это символ мирной жизни, которая медленно, с трудом возвращается в страну.

## В ролях
| Актёр                 | Роль                                   |
| --------------------- | -------------------------------------- |
| Фрунзе Мкртчян        | Арменак Гаспарян                       |
| Ранго                 | слон Габуш                             |
| Лаймуте Штримайтите   | немка                                  |
| Владислав Рындин      | советский генерал (в титрах В. Рындин) |
| Владимир Пицек        | старик-железнодорожник                 |
| Овик Ванян            | молодой солдат                         |
| Валентина Давтян      | Матрёнок                               |
| Степонас Космаускас   | старик-немец                           |
| Вадим Грачёв          | лейтенант                              |
| Алексей Бахарь        | председатель колхоза                   |
| Андрей Дмитриев       | Йоргос                                 |
| Г. Морковскис         | молодой немец                          |
| Веремейчик Константин | бородач                                |

## Съёмочная группа
- Режиссёр-постановщик: Дмитрий Кесаянц
- Оператор-постановщик: Левон Атоянц
- Художник-постановщик: Микаэл Антонян
  - с участием: С. Матевосяна, А. Саркисяна
- Композитор: Юрий Арутюнян
- Звукооператор: Эдуард Ванунц
- Текст песен: Григорий Поженян
- Монтажёр: Валентина Айказян
- Режиссёр: М. Жамгарян
- Оператор: М. Ханамирян
- Художники по гриму: Х. Залян
  - по декорациям: М. Максапетян, М. Багдасарян
  - по костюмам: Г. Манукян, Ш. Гаспарян
- Ассистенты режиссёра: Ж. Овсепян, Э. Геворкян, В. Мелконян, А. Оганян
  - оператора: С. Саркисян, К. Кюрегян, В. Атоян
  - монтажёра: С. Мелконян
- Администраторы: М. Пилоян, Г. Вартанян
- Редактор: Н. Оганян
- Главный военный консультант: генерал-лейтенант И. А. Кибаль
- Консультанты: подполковник А. К. Чернышев, Н. П. Левадный
- Дрессировщики: А. и М. Корниловы
- Директор картины: Г. Седова

## Производство
В основу сюжета легла случившаяся в действительности история о потерянном во время войны слоне.
Роль слона Габуша исполнила слониха Ранго, подопечная цирковых дрессировщиков Корниловых, которая за свою актёрскую карьеру снялась более чем в тридцати фильмах.
Часть съёмок проходила в городе Советск Калининградской области и в замке Рагнит в Немане.

## Награды
- 1978 — XI Всесоюзный кинофестиваль (Ереван) по разделу фильмов для детей и юношества: Первый приз — актёр Фрунзе Мкртчян[9].